# 19. Arany Málna-gála
A 19. Arany Málna-gálán (Razzies) – az Oscar-díj-átadó paródiájaként – az amerikai filmipar 1998. évi legrosszabb alkotásait, illetve alkotóit díjazták tizenkét kategóriában. A díjazottak megnevezésére 1998. március 20-án, a 71. Oscar-gála előtti estén került sor a Huntley Hotel „Garden” termében.
Ez évben John Wilson kisebb módosításokat hajtott végre a kategóriákban: A legrosszabb forgatókönyv kategóriának a „Joe Eszterhas becstelenül legrosszabb forgatókönyv díja” elnevezést adta (melyet – természetesen – maga a névadó, Joe Eszterhas azonnal meg is kapott), valamint „az emberi élettel és köztulajdonnal szembeni legnagyobb nemtörődömség” helyett most „az év legrosszabb filmes irányzatait” értékelték.
A legtöbb jelölést az An Alan Smithee Film: Burn Hollywood Burn című filmkomédia és a Bosszúállók
című kalandfilm kapta; a 9 jelölésből az előbbi 5 díjat, az utóbbi egyet kapott meg. 8 jelölésével (1 díj) „előkelő” helyen szerepelt az Armageddon. 2-2 díjat sepert be a Godzilla, valamint a Psycho 1998-as változata. Érdekessége az 1999. évi díjkiosztónak, hogy a legrosszabb remake vagy folytatás kategóriában – az Arany Málna díj történetében első és egyedüli esetként – három film is osztozott egy díjon. Az alkotók közül kiemelkedett Joe Eszterhas; színészi teljesítményét két, forgatókönyvírói és dalszerzői tevékenységét pedig 1-1 díjjal ismerték el. A legrosszabb férfi főszereplő Bruce Willis lett (Armageddon, A kód neve: Merkúr és Szükségállapot), a legrosszabb női főszereplők pedig a Spice Girls lányok (Spice World).

## Díjazottak és jelöltek
| „Győztes” |

| Kategória                          | „Győztesek” és jelöltek |
| ---------------------------------- | --- |
| Legrosszabb film                   | An Alan Smithee Film: Burn Hollywood Burn, producer: Ben Myron (Hollywood Pictures) |
| Legrosszabb film                   | Armageddon, producer: Jerry Bruckheimer, Gale Anne Hurd és Michael Bay (Touchstone Pictures) |
| Legrosszabb film                   | Bosszúállók, producer: Jerry Weintraub (Warner Bros.) |
| Legrosszabb film                   | Godzilla, producer: Dean Devlin (TriStar Pictures) |
| Legrosszabb film                   | Spice World, producer: Uri Fruchtmann és Barnaby Thompson (Columbia Pictures) |
| Legrosszabb remake vagy folytatás  | Bosszúállók, producer: Jerry Weintraub (Warner Bros.) (megosztva) Godzilla, producer: Dean Devlin (TriStar) (megosztva) Psycho, producer: Brian Grazer és Gus Van Sant (Universal Pictures) (megosztva) |
| Legrosszabb remake vagy folytatás  | Lost in Space – Elveszve az űrben (New Line Cinema) |
| Legrosszabb remake vagy folytatás  | Ha eljön Joe Black (Universal Pictures) |
| Legrosszabb férfi főszereplő       | Bruce Willis – Armageddon, A kód neve: Merkúr és Szükségállapot |
| Legrosszabb férfi főszereplő       | Ralph Fiennes – Bosszúállók |
| Legrosszabb férfi főszereplő       | Ryan O’Neal – An Alan Smithee Film: Burn Hollywood Burn |
| Legrosszabb férfi főszereplő       | Ryan Phillippe – 54 |
| Legrosszabb férfi főszereplő       | Adam Sandler – A vizesnyolcas |
| Legrosszabb női főszereplő         | Spice Girls – Spice World |
| Legrosszabb női főszereplő         | Yasmine Bleeth – Basebolondok |
| Legrosszabb női főszereplő         | Anne Heche – Psycho |
| Legrosszabb női főszereplő         | Jessica Lange – Hush |
| Legrosszabb női főszereplő         | Uma Thurman – Bosszúállók |
| Legrosszabb férfi mellékszereplő   | Joe Eszterhas (önmaga) – An Alan Smithee Film: Burn Hollywood Burn |
| Legrosszabb férfi mellékszereplő   | Sean Connery – Bosszúállók |
| Legrosszabb férfi mellékszereplő   | Roger Moore – Spice World |
| Legrosszabb férfi mellékszereplő   | Joe Pesci – Halálos fegyver 4 |
| Legrosszabb férfi mellékszereplő   | Sylvester Stallone (önmaga) – An Alan Smithee Film: Burn Hollywood Burn |
| Legrosszabb női mellékszereplő     | Maria Pitillo – Godzilla |
| Legrosszabb női mellékszereplő     | Ellen Albertini Dow – 54 |
| Legrosszabb női mellékszereplő     | Jenny McCarthy – Basebolondok |
| Legrosszabb női mellékszereplő     | Liv Tyler – Armageddon |
| Legrosszabb női mellékszereplő     | Raquel Welch – Répafej, a főnök |
| Legrosszabb filmes páros           | Leonardo DiCaprio (ikerként) – A vasálarcos |
| Legrosszabb filmes páros           | Ben Affleck és Liv Tyler – Armageddon |
| Legrosszabb filmes páros           | „Bármely két személyiség, testrész vagy divatkellék kombinációja” – Spice World |
| Legrosszabb filmes páros           | „Bármely két önmagát alakító (vagy önmagával játszó) személy kombinációja” – An Alan Smithee Film: Burn Hollywood Burn                                                                                  |
| Legrosszabb filmes páros           | Ralph Fiennes és Uma Thurman – Bosszúállók |
| Legrosszabb rendező                | Gus Van Sant – Psycho |
| Legrosszabb rendező                | Michael Bay – Armageddon |
| Legrosszabb rendező                | Jeremiah S. Chechik – Bosszúállók |
| Legrosszabb rendező                | Roland Emmerich – Godzilla |
| Legrosszabb rendező                | Alan Smithee (más néven: Arthur Hiller) – An Alan Smithee Film: Burn Hollywood Burn |
| Legrosszabb forgatókönyv           | An Alan Smithee Film: Burn Hollywood Burn, írta: Joe Eszterhas |
| Legrosszabb forgatókönyv           | Armageddon, forgatókönyv: Jonathan Hensleigh és J. J. Abrams |
| Legrosszabb forgatókönyv           | Bosszúállók, írta: Don MacPherson |
| Legrosszabb forgatókönyv           | Godzilla, forgatókönyv: Dean Devlin és Roland Emmerich |
| Legrosszabb forgatókönyv           | Spice World, írta: Kim Fuller, saját és a Spice Girls lányok ötlete alapján |
| Legrosszabb új sztár               | Joe Eszterhas (önmagaként) – An Alan Smithee Film: Burn Hollywood Burn (megosztva) Jerry Springer – Ringmaster (megosztva)                                                                              |
| Legrosszabb új sztár               | Barney – Barney nagy kalandja |
| Legrosszabb új sztár               | Carrot Top – Répafej, a főnök |
| Legrosszabb új sztár               | Spice Girls – Spice World |
| Legrosszabb „eredeti” dal          | An Alan Smithee Film: Burn Hollywood Burn „I Wanna Be Mike Ovitz!” című dala, írta: Joe Eszterhas és Gary G-Wiz                                                                                         |
| Legrosszabb „eredeti” dal          | Barney nagy kalandja „Barney, the Song” című dala, írta: Jerry Herman |
| Legrosszabb „eredeti” dal          | Armageddon „I Don't Want to Miss a Thing” című dala, írta: Diane Warren |
| Legrosszabb „eredeti” dal          | Bosszúállók „Storm” című dala, írta: Bruce Woolley, Chris Elliott, Marius deVries, Betsy Cook, és Andy Caine                                                                                            |
| Legrosszabb „eredeti” dal          | Spice World „Too Much” című dala, írta: Spice Girls, Andy Watkins és Paul Wilson |
| Az év legrosszabb filmes irányzata | „Gidgets 'n' geezers (58 éves főszereplő férfiak udvarolnak 28 éves főszereplő hölgyeknek)” |
| Az év legrosszabb filmes irányzata | „Ha láttad a filmelőzetest, minek néznéd meg a filmet? (előzetes bemutatók, hogy eladják a film teljes cselekményét)”                                                                                   |
| Az év legrosszabb filmes irányzata | „30 perc történet minimum három órára elnyújtva (ho-o-o-sszabb filmek... rövidebb mesék)” |
| Az év legrosszabb filmes irányzata | „THX: a fülsiketítő hang. (olyan hangos filmhang, hogy halálos fegyver nélküli támadásnak minősül)” |
| Az év legrosszabb filmes irányzata | „Yo quiero tacky tie-ins (sikerfilmek egymást túllicitáló promóciója: Armageddon, Godzilla stb.)” |

## A kategóriákban előforduló filmek
| Jelölés | Díj | Magyar cím                        | Eredeti cím                               |
| ------- | --- | --------------------------------- | ----------------------------------------- |
| 9       | 5   | ––                                | An Alan Smithee Film: Burn Hollywood Burn |
| 9       | 1   | Bosszúállók                       | The Avengers                              |
| 8       | 1   | Armageddon                        | Armageddon                                |
| 7       | 1   | Spice World                       | Spice World                               |
| 6       | 2   | Godzilla                          | Godzilla                                  |
| 3       | 2   | Psycho                            | Psycho                                    |
| 2       | 0   | 54                                | 54                                        |
| 2       | 0   | Barney nagy kalandja              | Barney's Great Adventure                  |
| 2       | 0   | Basebolondok                      | BASEketball                               |
| 2       | 0   | Répafej, a főnök                  | Chairman of the Board                     |
| 1       | 1   | A kód neve: Merkúr                | Mercury Rising                            |
| 1       | 1   | A vasálarcos                      | The Man in the Iron Mask                  |
| 1       | 1   | ––                                | Ringmaster                                |
| 1       | 1   | Szükségállapot                    | The Siege                                 |
| 1       | 0   | A vizesnyolcas                    | The Waterboy                              |
| 1       | 0   | Ha eljön Joe Black                | Meet Joe Black                            |
| 1       | 0   | Halálos fegyver 4                 | Lethal Weapon 4                           |
| 1       | 0   | Hush                              | Hush                                      |
| 1       | 0   | Lost in Space – Elveszve az űrben | Lost in Space                             |